# Tratado de Latrão
O Tratado de Latrão, (em italiano:  Patti Lateranensi) "Tratado de Santa Sé" ou "Tratado de Roma-Santa Sé" foi um componente dos Pactos de Latrão de 1929, acordos entre o Reino da Itália sob o rei Vítor Emanuel III (com seu primeiro-ministro Benito Mussolini) e a Santa Sé sob o Papa Pio XI para resolver a questão romana de longa data. O tratado e os pactos associados receberam o nome do Palácio de Latrão, onde foram assinados em 11 de fevereiro de 1929, e o parlamento italiano os ratificou em 7 de junho de 1929. O tratado reconheceu a Cidade do Vaticano como um Estado independente sob a soberania da Santa Sé. O governo italiano também concordou em dar à Igreja Católica Romana uma compensação financeira pela perda dos Estados Pontifícios. Em 1948, o Tratado de Latrão foi reconhecido na Constituição da Itália como regulador das relações entre o Estado e a Igreja Católica. O tratado foi significativamente revisado em 1984, acabando com o status do catolicismo como a única religião estatal.

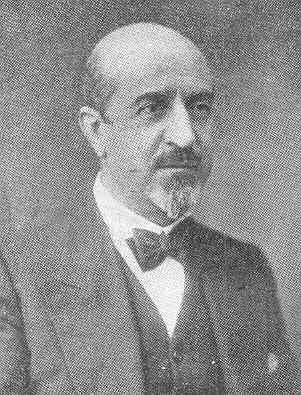
Francesco Pacelli foi o braço direito do secretário de Estado de Pio XI, Pietro Gasparri, durante as negociações do Tratado de Latrão.

Durante a unificação da Itália em meados do século 19, os Estados Pontifícios sob Pio IX resistiram à incorporação à nova nação, mesmo quando quase todos os outros países italianos se juntaram a ela; O sonho de Camillo Cavour de proclamar o Reino da Itália a partir dos degraus da Basílica de São Pedro não se concretizou. O nascente Reino da Itália invadiu e ocupou a Romagna (a porção oriental dos Estados Pontifícios) em 1860, deixando apenas o Lácio nos domínios do papa. O Lácio, incluindo a própria Roma, foi ocupado e anexado em 1870. Nos sessenta anos seguintes, as relações entre o papado e o governo italiano foram hostis, e os direitos soberanos do papa ficaram conhecidos como a Questão Romana.
| “ | Os Papas sabiam que Roma era irrevogavelmente a capital da Itália. Não havia nada que eles quisessem menos do que governá-lo ou ser sobrecarregado com um reino papal. O que eles desejavam era independência, um ponto de apoio na terra que não pertencia a nenhum outro soberano. | ” |

Mapa da Cidade do Vaticano

Sob os termos da Lei de Garantias de 1871, o governo italiano ofereceu ao Papa Pio IX e seus sucessores o uso, mas não a soberania sobre, o Vaticano e os Palácios de Latrão e uma renda anual de 3 250 000 liras. A Santa Sé recusou este acordo, alegando que a jurisdição espiritual do papa exigia uma independência clara de qualquer poder político e, a partir daí, cada papa se considerou um "prisioneiro no Vaticano". O Tratado de Latrão pôs fim a esse impasse.
As negociações para a resolução da Questão Romana começaram em 1926 entre a Santa Sé e o governo fascista da Itália, liderado pelo primeiro-ministro Benito Mussolini, e culminaram nos acordos dos Pactos de Latrão, assinados — diz o Tratado — para o rei Vítor Emanuel III da Itália por Mussolini e para o papa Pio XI pelo cardeal secretário de Estado Pietro Gasparri, Em 11 de fevereiro de 1929. Foi ratificado em 7 de junho de 1929.
Os acordos incluíam um tratado político que criava o Estado da Cidade do Vaticano e garantia soberania plena e independente à Santa Sé. O Papa comprometeu-se com a neutralidade perpétua nas relações internacionais e com a abstenção da mediação numa controvérsia, a menos que especificamente solicitado por todas as partes. No primeiro artigo do tratado, a Itália reafirmou o princípio estabelecido na Constituição do Reino da Itália de 1848, de que "a religião católica, apostólica e romana é a única religião do Estado". O acordo financeiro anexado foi aceito como resolução de todas as reivindicações da Santa Sé contra a Itália da perda de poder temporal sobre os Estados Pontifícios em 1870, embora a quantia acordada fosse na verdade menor do que a Itália havia oferecido em 1871.
Para comemorar a conclusão bem-sucedida das negociações, Mussolini encomendou a Via della Conciliazione ("Caminho da Conciliação"), que ligaria simbolicamente a Cidade do Vaticano ao coração de Roma.

### Depois de 1946
A Constituição da República Italiana pós-Segunda Guerra Mundial, adotada em 1948, afirma que as relações entre o Estado e a Igreja Católica "são reguladas pelos Tratados de Latrão".
Em 1984, a concordata foi significativamente revista. Ambos os lados declararam: "O princípio da religião católica como única religião do Estado italiano, originalmente referido pelos Pactos de Latrão, será considerado como não estando mais em vigor". O apoio financeiro estatal exclusivo para a Igreja também foi encerrado, e substituído por financiamento através de um imposto de renda pessoal dedicado chamado otto per mille, ao qual outros grupos religiosos, cristãos e não cristãos, também têm acesso. A partir de 2013, havia outros dez grupos religiosos com acesso.
A concordata revista regulava as condições sob as quais o Estado concede reconhecimento legal aos casamentos eclesiásticos e às declarações eclesiásticas de nulidade dos casamentos. O acordo também acabou com o reconhecimento estatal de títulos de cavaleiro e títulos de nobreza conferidos pela Santa Sé, o direito do Estado de solicitar honras eclesiásticas para aqueles escolhidos para desempenhar funções religiosas para o Estado ou a casa real, e o direito do Estado de apresentar objeções políticas à proposta de nomeação de bispos diocesanos.
Em 2008, foi anunciado que o Vaticano não adotaria mais imediatamente todas as leis italianas, citando conflitos sobre questões de direito à vida após o julgamento e decisão do caso Eluana Englaro.

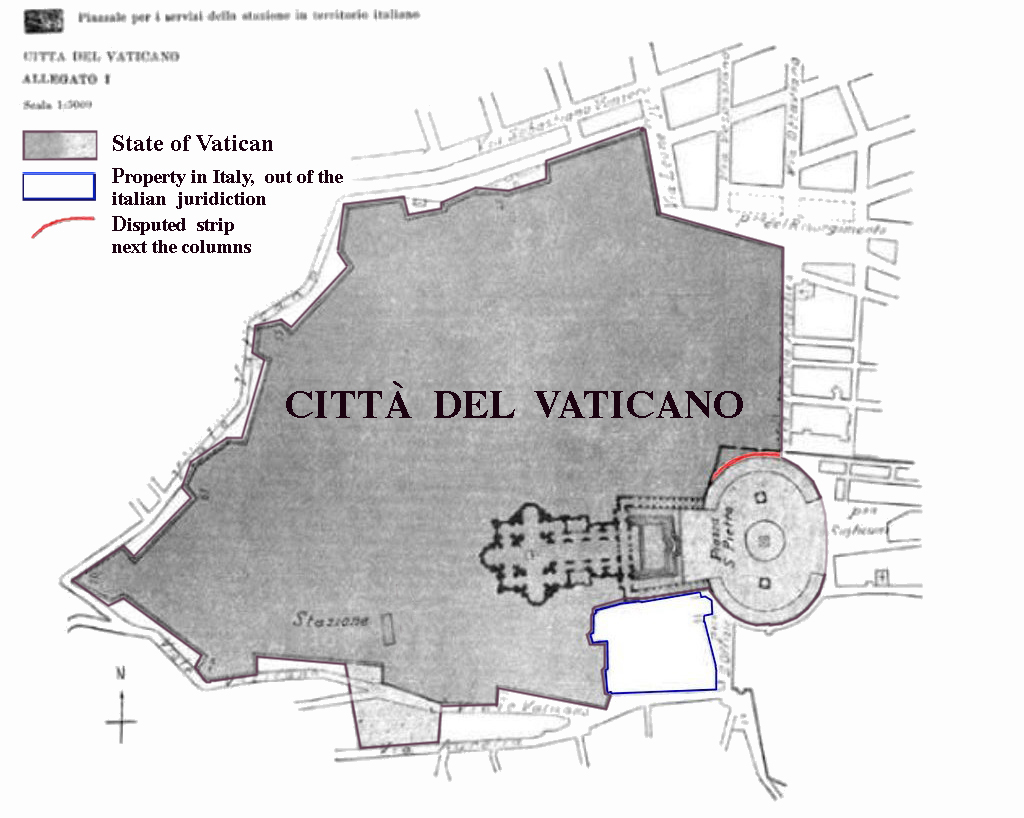
Território do Estado do Vaticano, estabelecido pelo Tratado de Latrão
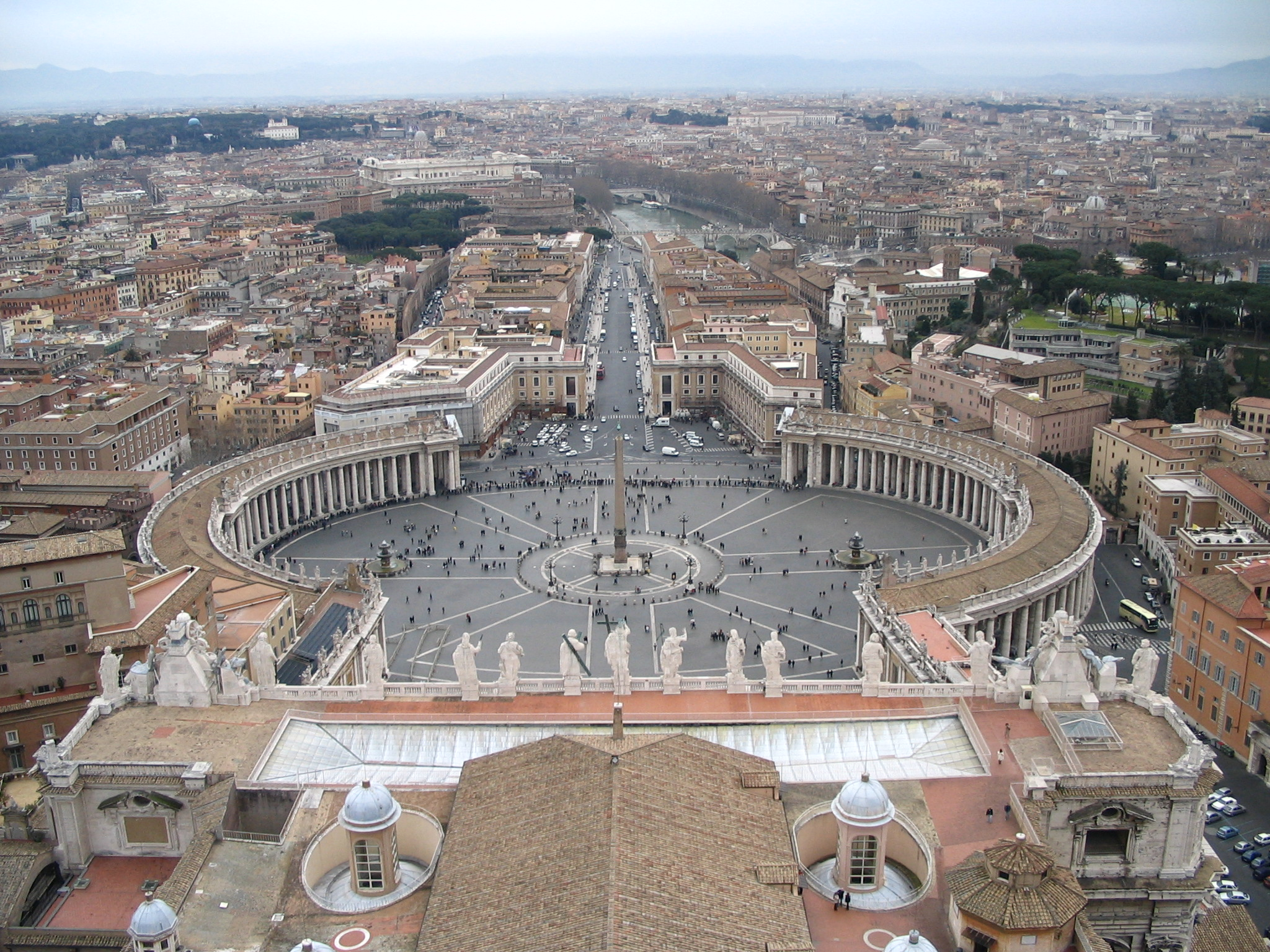
Basílica de São Pedro no Vaticano
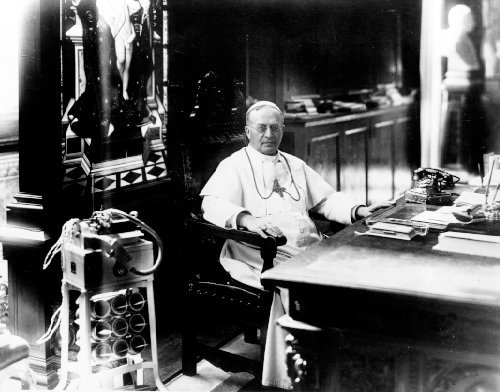
Papa Pio XI

## Conteúdo
Os Pactos de Latrão são frequentemente apresentados como três tratados: um tratado de conciliação de 27 artigos, uma convenção financeira de três artigos e uma concordata de 45 artigos No entanto, o site da Santa Sé apresenta a convenção financeira como um anexo do tratado de conciliação, considerando os pactos como dois documentos:
- Um tratado político reconhecendo a plena soberania da Santa Sé no Estado da Cidade do Vaticano, assim estabelecido, acompanhado de quatro anexos:[4]
  - Um mapa do território do Estado da Cidade do Vaticano
  - Mapas de edifícios com privilégio extraterritorial e isenção de expropriação e impostos (propriedade da Santa Sé, mas localizados na Itália e não fazendo parte da Cidade do Vaticano)
  - Mapas de edifícios com isenção de expropriação e impostos (mas sem privilégio extraterritorial)
  - Uma convenção financeira acordada como uma solução definitiva das reivindicações da Santa Sé após a perda em 1870 de seus territórios e propriedades
- Uma concordata que regula as relações entre a Igreja Católica e o Estado italiano.[4]

O tratado define apenas parte do financiamento público da Igreja Católica na Itália.

## Violações
As leis raciais italianas de 1938 proibiam casamentos entre judeus e não judeus, incluindo católicos: o Vaticano via isso como uma violação da Concordata, que dava à igreja o direito exclusivo de regular casamentos envolvendo católicos. Além disso, o artigo 34 da Concordata também especificou que os casamentos realizados pela Igreja Católica seriam sempre considerados válidos pelas autoridades civis: a Santa Sé entendeu que isso se aplicava a todos os casamentos na Itália celebrados pelo clero católico romano, independentemente da fé daqueles que estavam sendo casados.